# Mitra fasciolaris
Mitra fasciolaris is een slakkensoort uit de familie van de Mitridae. De wetenschappelijke naam van de soort is voor het eerst geldig gepubliceerd in 1834 door Deshayes in Laborde & Linant.